# Suramericano de Natación de 2004 - 50 m Libre Masculino
La prueba de 50 m libre masculino del campeonato sudamericano de natación de 2004 se realizó el 27 de marzo de 2004, el tercer día de competencias del campeonato. Tres nadadores lograron la marca clasificatoria de la prueba para los Juegos Olímpicos de Atenas 2004.

## Medallistas
| Evento     | Oro                           | Plata                           | Bronce                          |
| ---------- | ----------------------------- | ------------------------------- | ------------------------------- |
| 50 m libre | Jader Souza · Brasil · 22.93. | Luis Rojas · Venezuela · 22.96. | Julio Santos · Ecuador · 23.15. |

## Resultados
| Posición | Carril | Nadador          | Tiempo     |
| -------- | ------ | ---------------- | ---------- |
| 1        | 4      | Jader Souza      | 22.93. MCO |
| 2        | 5      | Luis Rojas       | 22.96. MCO |
| 3        | 3      | Julio Santos     | 22.15. MCO |
| 4        | 6      | Paul Kutsher     | 23.71.     |
| 4        | 7      | Francisco Páez   | 23.71.     |
| 6        | 2      | Nicolás Mafio    | 23.77.     |
| 7        | 1      | Matias Aguilera  | 24.17.     |
| 8        | 8      | Rodrigo Olivares | 24.27.     |

MCO: Marca Clasificatoria a Olímpicos.